# Nikon van Moskou

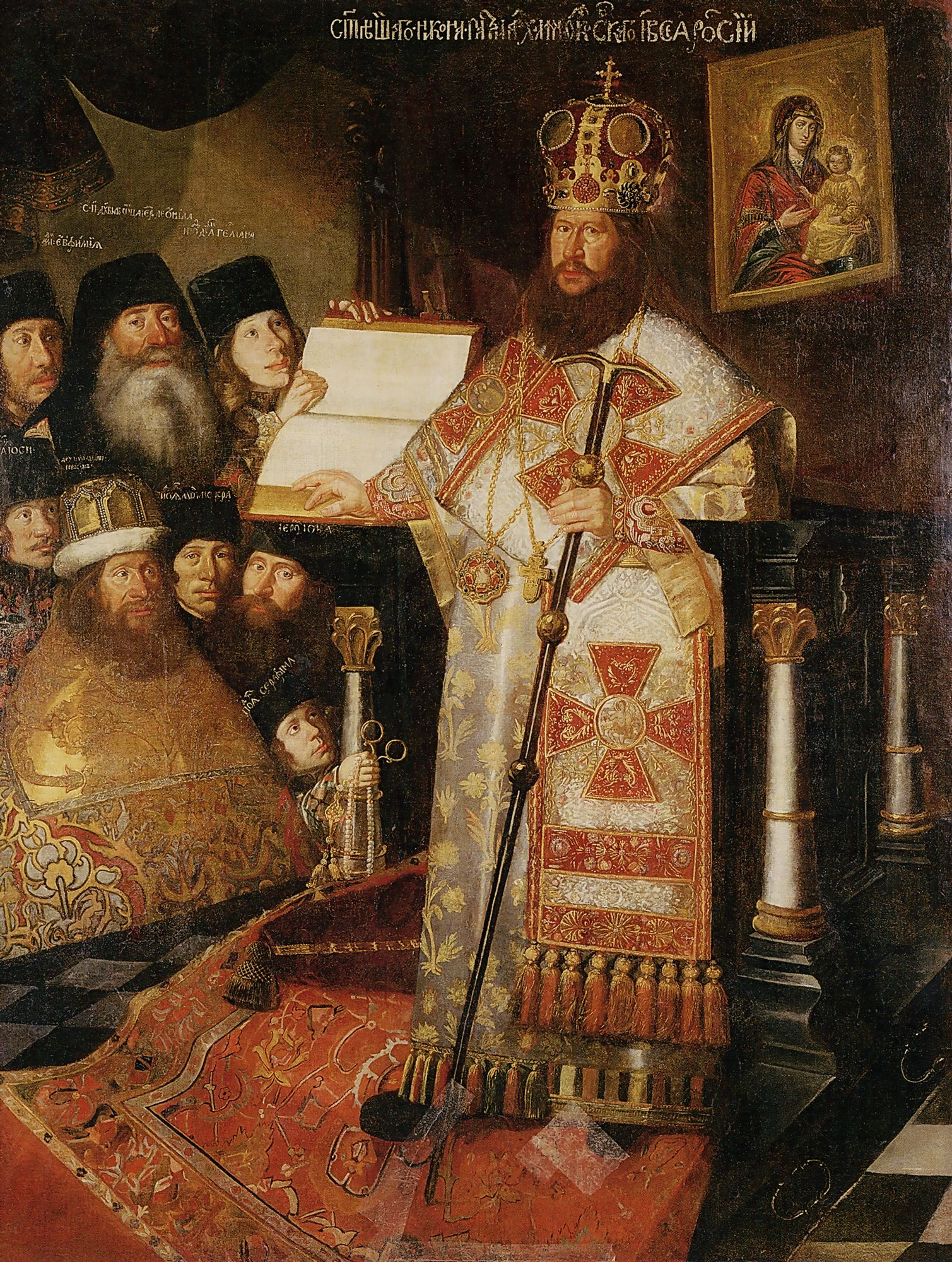
Patriarch Nikon

Nikon van Moskou (Russisch: Ни́кон; Oudrussisch: Нїконъ), geboren als Nikita Minin (Russisch: Никита Минин; Valmanovo, 7 mei 1605 – Jaroslavl, 17 augustus 1681) was een Russisch geestelijke. Hij was van 1652 tot 1666 de zevende patriarch van de Russisch-Orthodoxe Kerk.

## Biografie

### Geboorte en jeugd
Nikita Minin werd geboren als zoon van Mina, een Russische boer, op 7 mei 1605, in het dorp Valmanov, 96 km van Nizhny Novgorod. zijn moeder stierf kort na zijn geboorte en zijn vader hertrouwde. Zijn stiefmoeder mishandelde hem. Van de parochiepriester leerde hij lezen en schrijven. Toen hij twaalf jaar was liep hij weg van huis naar het Makarjevklooster, waar hij tot 1624 als novice bleef.

### Huwelijk
Hij keerde terug naar huis op aandringen van zijn ouders, trouwde en werd parochiepriester van een dorp in de buurt. Zijn welsprekendheid trok de aandacht van kooplui uit Moskou. Zij hielpen hem om priester te worden van een parochie in de hoofdstad.

### Monnik
Hij diende daar ongeveer tien jaar. In die tijd, rond 1635, waren zijn drie kinderen overleden. Hij zag daarin een teken en besloot monnik te worden. Hij raadde zijn vrouw aan non te worden. Hij ging zelf naar een afgelegen hermitage op het eiland Anzersky in de Witte Zee en nam de naam Nikon aan.

### Abt
In 1639 ontvluchtte hij het klooster per boot, na een ruzie met de vader overste; een storm brak uit en z'n boot landde op het eiland Kiy, waar hij later een groot klooster zou stichten. Hij bereikte het Kozheozerskyklooster in het diocees (bisdom) van Novgorod, waarvan hij in 1643 abt werd.

### Archimandriet
Als abt bezocht hij Moskou in 1646 en bracht, zoals gebruikelijk was, hulde aan tsaar Alexis van Rusland. De vrome Alexis was onder de indruk van Nikon en benoemde hem tot archimandriet van het belangrijke Novospasskiklooster in Moskou, speciaal verbonden aan het Huis Romanov.

### Zeloten van Vroomheid
Tijdens zijn dienst aldaar werd Nikon lid van de Zeloten van Vroomheid, een groep geestelijken en seculieren, opgezet in de late jaren 1630, verzameld rond Stefan Vonifatiyev, de biechtvader van tsaar Alexis. In de aanloop van de Tijd der troebelen geloofden de Zeloten dat de problemen van die tijd de manifestatie was van een wraakzuchtige God, die boos was wegens het gebrek aan religiositeit onder de Russische bevolking. De groep stond een wedergeboorte voor ogen van het Russisch orthodoxe geloof en een herstel van de religieuze vroomheid onder het volk. Aan de groep namen onder meer Fyodor Rtishchev, abt Ivan Neronov van de Kazankathedraal, protopope Avvakum deel.

### Patriarch van Moskou
In 1649 werd Nikon metropoliet van Veliki Novgorod en op 1 augustus 1652 werd hij tot patriarch van Moskou verkozen.
Van 1652 tot 1658 trad Nikon bijna op als 'mederegent' van de tsaar. Met name tijdens de oorlogen met het Pools-Litouwse Gemenebest (1654-1667) als de tsaar afwezig was. Dit zette kwaad bloed onder de hogere bojaren. Nikon wilde Kerk en Staat scheiden en in de kerk een hiërarchie aanbrengen als in de staat, met de patriarch aan het hoofd. 
In de zomer van 1658 wisten zijn vijanden de tsaar ervan te overtuigen dat zijn 'boezemvriend' hem naar de kroon stak en er kwam een omslag in Alexis' houding tegenover Nikon. Nikon ontdeed zich publiekelijk van zijn patriarchale ornaat en nam zijn intrek in het Klooster Nieuw-Jeruzalem, dat hij zelf in 1658 had gesticht in Istrul, 40 km ten westen van Moskou.
In februari 1660 werd er een synode gehouden in Moskou om een nieuwe patriarch te kiezen, maar de synode mislukte en de Russische orthodoxie bleef nog zes jaar zonder patriarch.

### Kerkhervorming enRaskol
In december 1666 moest Nikon verschijnen voor de Grote Moskou Synode, voorgezeten door twee buitenlandse patriarchen: Patriarch Paisius van Alexandrië en Macarios III Zaim.
Op 12 december werd Nikon schuldig bevonden aan het uitschelden van de tsaar en de hele kerk van Moskou, van het doen aftreden van Paul, de bisschop van Kolomna en slaan en martelen van afhankelijken. Hij moest al zijn functies neerleggen en werd weer gewoon monnik Nikon. Hij werd als een gevangene in een slee naar het Ferapontovklooster in het verre noorden gebracht.
Toch bevestigde de raad die hem afzette al zijn hervormingen en sprak anathema uit over ieder die weigerde ze te aanvaarden, zoals protopope Avvakum.
In 1667 had Nikon een raskol (scheuring) in de Russisch-Orthodoxe Kerk teweeggebracht door zijn introductie van kerkhervormingen. In Kiev was de intellectuele invloed van de Rooms-Katholieke Kerk sterk aanwezig in educatieve structuren aldaar en drongen Oekraïense geestelijken gaandeweg door in leidende kringen van Moskou. Zij behoorden tot een andere jurisdictie van de Russisch-Orthodoxe Kerk die gaandeweg haar kerkelijke tradities had geüniformeerd met de Grieks-Orthodoxe Kerk. In Rusland werd men er door geestelijken uit het Midden-Oosten op gewezen dat de Russische traditie afweek van de praktijk van de andere Orthodoxe kerken. Patriarch Nikon voerde, met steun van tsaar Aleksej Michajlovitsj (1629-1676) kerkhervormingen door, waaraan volgens vele historici imperiale ambities ten grondslag lagen. De uniformering van de Russische Kerk met de overige Orthodoxe Kerken zou in dienst hebben gestaan van het streven alle orthodoxe gelovigen in de destijds door het Ottomaanse Rijk bezette gebieden te bevrijden, waarna een groot orthodox rijk zou worden gevormd, waarvan de tsaar de keizer zou worden en Nikon de patriarch van Constantinopel – de eerste onder de overige patriarchen.
De riten en teksten van de Russische Kerk moesten worden aangepast aan die van de toenmalige Grieks-Orthodoxe Kerk. Dit riep grote weerstand van zowel de gelovigen en de geestelijkheid op, die de legitimiteit en juistheid van Nikons kerkhervormingen bestreden. Het kwam tot een felle strijd en een pijnlijke scheuring (schisma) in 1667. Vanaf dat moment bestonden er twee Kerken: Een officiële Kerk enerzijds en de zogenoemde oudgelovigen anderzijds. Deze situatie bestaat nog steeds.

### Overlijden
Nikon overleefde tsaar Alexis, met wie de oude intimiteit in 1671 was opgeleefd. In 1681 stond de nieuwe tsaar Fedor, Alexis' zoon, Nikon toe terug te keren naar klooster Nieuw Jeruzalem in Moskou, toen hij hoorde dat hij stervende was. Nikon stierf onderweg, in Tropino, op 17 augustus 1681. Het klooster werd in 1685 geconsecreerd.

## Peter de Grote en deHeiligste Regerende Synode
De hervormde Kerk van Nikon werd de officiële Kerk, waarvan, nadat tsaar Peter de Grote het patriarchaat had afgeschaft en vervangen had door de zogenoemde Heiligste Regerende Synode, de Russische tsaar het hoofd werd. Nadat de verhouding tussen patriarch Nikon en tsaar Aleksej Michajlovitsj was verslechterd, verliet Nikon Moskou met de gedachte dat de tsaar zich zou bedenken en hem zou uitnodigen het ambt van patriarch weer te bekleden. Dit gebeurde evenwel niet en uiteindelijk werd Nikon op het concilie van 1666-1667 uit zijn ambt gezet en verbannen. Op dit concilie werden de door hem geëntameerde kerkelijke hervormingen bekrachtigd en lag de weg naar verwesterlijking vrij, want in de Kerk was na het schisma geen weerstand meer. Dit alles had tot resultaat dat een van de steunpilaren van de Staat (een sterke Kerk) was weggevallen en zich westerse invloeden konden doen gelden in de Russisch-Orthodoxe Kerk. Deze invloed werd zichtbaar in onder andere de theologie, kerkzang, iconenkunst en architectuur.

## Oordeel
Patriarch Nikon is tot op heden een omstreden persoonlijkheid. Door sommigen wordt hij als de hoofdschuldige van het schisma van 1666-67 gezien, anderen zijn van mening dat hij ten onrechte belasterd is en roemen hem om zijn politieke inzichten en daadkracht.
- Bibliothèque nationale de France: cb13614914z (data)
- Gemeinsame Normdatei: 118588133
- International Standard Name Identifier: 0000 0001 2131 4824
- Library of Congress Control Number: n82117749
- Nationale Bibliotheek van Letland: 000065382
- Nationale Bibliotheek van Tsjechië: jo2004213397
- Nationale Bibliotheek van Israël: 987007305308005171
- Nederlandse Thesaurus van Auteursnamen: 067815154
- LIBRIS: 298652
- SNAC: w6t46mh3
- Système universitaire de documentation: 077756916
- Union List of Artist Names: 500232137
- Virtual International Authority File: 827145858093923022200
- WorldCat: E39PBJvmPPXyG9YcmgGMWyMByd